# Мартенс, Фредди
Фредди Мартенс (нидерл. Freddy Maertens; род. 13 февраля 1952, Ньивпорт) — бельгийский шоссейный велогонщик, один из сильнейших спринтеров 1970-х годов. Мартенс дважды первенствовал на чемпионате мира, а в 1977 году стал победителем Вуэльты Испании, выиграв рекордные 13 этапов.

## Биография
В 1971 году Фредди Мартенс выиграл национальный чемпионат среди любителей и финишировал вторым на чемпионате мира. В конце 1972 года он подписал контракт с одной из сильнейших команд Бельгии, Flandria. На следующий сезон Мартенс начал показывать впечатляющие результаты. Бельгиец впервые выиграл Четыре дня Дюнкерка, позже он повторил этот успех трижды и до сих пор является рекордсменом гонки. На Туре Фландрии Фредди стал вторым, а на Париж — Рубе — пятым. Монументальные классики по итогам карьеры не покорились ему ни разу, хотя в каждой из них он финишировал как минимум пятым. В том же 1973 году Мартенс стал 2-м на чемпионате мира в гонке, после которой он на много лет поссорился с Эдди Мерксом: Каннибал лидировал в одиночном отрыве на последнем круге, но Фредди атаковал и привёз к тому Феличе Джимонди, после чего уступил итальянцу в спринте. Следующий сезон принёс Мартенсу победы только в недельных многодневках, где он на протяжении карьеры не раз первенствовал в общем зачёте.
В 1975/76 годах бельгийцу удалась серия побед в классических гонках. В 1976 году он впервые стартовал на Тур де Франс, где выиграл сразу 8 этапов. Фредди разгромил противников в спринтерском зачёте — 293 очка против 137 у ближайшего преследователя, — где позже первенствовал ещё дважды (каждый раз, когда участвовал в Туре). Осенью бельгиец, уже в ранге чемпиона страны, стал чемпионом мира, обойдя в спринтерской дуэле Франческо Мозера. По итогам года он финишировал первым в рейтинге Super Prestige Pernod International, а в следующем сезоне повторил это достижение. Весной 1977 года Мартенс выиграл рекордные 13 этапов на Вуэльте Испании, а с ними и общий зачёт. Приехав на Джиро д’Италия, он выиграл 7 этапов из первых 11, после чего сломал запястье и сошёл. Эта травма сказалась на преждевременном завершении пика карьеры 25-летнего Фредди. В 1978 году он ещё выиграл несколько полуклассик и 2 этапа Тур де Франс, но следующие 2 года фактически пропустил: сказались новые травмы и проблемы в личной жизни (конфликт с налоговыми органами, из-за которого Мартенсу пришлось продать дом). Ещё одной причиной часто называется пристрастие бельгийца к слишком большим передачам, подорвавшим здоровье.
Надеясь изменить ситуацию, в 1980 году Мартенс перешёл в итальянскую San Giacomo, а через год в Boule d’Or. В 1981 году ему удалось одержать свои последние значимые победы, на чемпионате мира и Тур де Франс, за что ему даже присвоили звание спортсмена года Бельгии. Поменяв массу команд, Мартенс продолжал участвовать в соревнованиях до 1987 года, но без каких-либо успехов. После завершения карьеры он работает в велоспортивных ведомствах Фландрии. По итогам опроса 2010 года Мартенс был назван лучшим велогонщиком Западной Фландрии всех времён, опередив Брика Схотте и Йохана Мюзеува.

## Главные победы
- Чемпион мира в групповой гонке (1976, 1981)
- Общий и  спринтерский зачёты, 13 этапов Вуэльты Испании (1977)
- Спринтерский зачёт и 16 этапов Тур де Франс (1976, 1978, 1981)
- 7 этапов Джиро д’Италия (1977)
- Чемпион Бельгии в групповой гонке (1976) и гонке за дерни (1977)
- Схелдепрейс (1973)
- Чемпионат Фландрии (1974, 1976)
- Гент — Вевельгем (1975, 1976)
- Париж — Брюссель (1975)
- Париж — Тур (1975)
- Амстел Голд Рейс (1976)
- Гран-при Франкфурта (1976)
- Чемпионат Цюриха (1976)
- Гран-при Наций (1976)
- Брабантсе Пейл (1976)
- Трофео Баракки (1976, с Мишелем Поллентье)
- Критериум де Ас (1976)
- Омлоп Хет Волк (1977, 1978)
- Трофео Лайгуэлья (1977)
- E3 Харелбеке (1978)
- Тур дю О Вар (1978)
- Общий зачёт (1973, 1975, 1976, 1978) и 6 этапов (1973—1978) Четырёх дней Дюнкерка
- Общий зачёт и 2 этапа Тура Люксембурга (1974)
- Общий зачёт и 11 этапов Вуэльты Андалусии (1974, 1975)
- Общий зачёт (1975) и 5 этапов Тура Бельгии (1974—1975)
- 8 этапов Критериум ду Дофине Либере (1975, 1978)
- Общий зачёт (1977) и 11 этапа (1975—1977) Париж — Ницца
- Спринтерский зачёт (1976) и 3 этапа (1976—1978) Тура Швейцарии
- Общий зачёт и 4 этапа Вуэльты Каталонии (1977)
- Общий зачёт и 4 этапа Сетмана Каталана (1977)
- Общий зачёт и 1 этап Джиро ди Сардиния (1977)
- Шесть дней Дортмунда (1976 с Патриком Серкю)
- Шесть дней Антверпена (1977 с Патриком Серкю, 1978 с Денни Кларком)
- Super Prestige Pernod International (1976, 1977)